# 2-Methyladenosin
2-Methyladenosin (m2A) ist ein seltenes Nukleosid und kommt in der tRNA und rRNA vor. Es besteht aus der β-D-Ribofuranose (Zucker) und dem 2-Methyladenin. Es ist ein Derivat des Adenosins, welches in 2-Stellung methyliert ist. Es wurde 1972 erstmals isoliert. Es befindet sich an Position 38 der tRNAArg.